# 1,5-シクロオクタジエン
1,5-シクロオクタジエン (1,5-cyclooctadiene) は、有機化合物の一種で、炭素原子8個が環状に並んだ骨格に、二重結合を2個含む環状ジエン。有機金属化学において、配位子として重要な化合物である。略称は COD、配位子として構造式に現れる際は英小文字で cod と略される。不快な臭いを持つ無色の液体。消防法による第4類危険物 第2石油類に該当する。

## 合成
1,5-シクロオクタジエンはニッケル触媒の作用により 1,3-ブタジエンを二量化させることで得られる。

## 有機反応
COD はボランと反応して 9-ボラビシクロ[3.3.1]ノナン (9-BBN) を与える。9-BBN は、選択的なヒドロホウ素化試薬として重要な有機合成試剤である。
COD は SCl2 などの試薬と反応して、2,6-ジクロロ-9-チアビシクロ[3.3.1]ノナンが生成する。

## 金属錯体
1,5-シクロオクタジエンは η4 配位子として金属に配位し、錯体を作る（η はハプト数、金属中心に何個の原子を結合させているかを示す）。特に、ニッケル錯体 Ni(cod)2 や白金錯体 Pt(cod)2 はそれぞれ安定に単離が可能で、さらに他の配位子で COD を置き換えることが容易であるため、さまざまなニッケル錯体、白金錯体の前駆体として用いられる。同様に前駆体として用いられるエチレン錯体 M(C2H4)4 (M = Ni or Pt) よりも、COD錯体は安定に取り扱える。COD錯体の安定性は、配位子の解離に際してエントロピーの利得が小さいことが一因である。すなわちキレート効果である。Pt(cod)2 と Ni(cod)2 とでは、熱力学的には前者がより安定である。

### COD錯体の合成

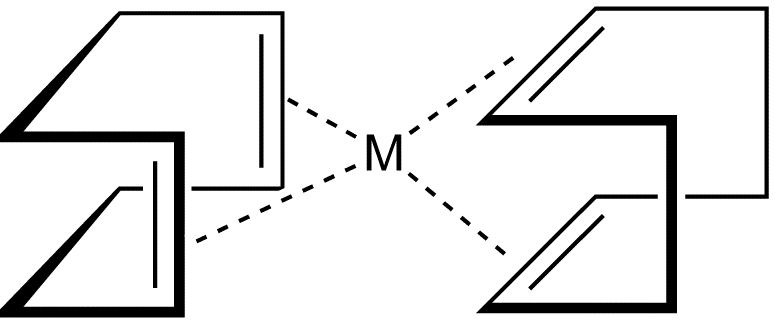
M(cod)_{2}の構造
(M = Ni, Pd, Pt.)

ニッケルおよび白金の COD錯体の調製法を概説する。
ニッケル錯体 Ni(cod)2 は、過剰量の COD の存在下に、アセチルアセトナト(acac)錯体 Ni(acac)2 をトリエチルアルミニウムで還元して調製される
Ni(acac)2  +  2 COD  +  2 Al(C2H5)3 → Ni(COD)2  +  2 Al(C2H5)2(acac)  +  C2H4  +  C2H6
白金錯体 Pt(cod)2 の調製は、ジクロロ体 PtCl2(cod)2 とシクロオクタテトラエン (C8H8) を用い、もう少し段階を要する。
2 Li  +  C8H8  →  Li+2•C8H82−
PtCl2(cod)2  +  Li+2•C8H82−  +  COD  →  Pt(cod)2  +  2 LiCl  +  C8H8
ジクロロ体 PtCl2(cod)2 は、テトラクロリド白金(II)酸カリウムと COD から調製される。
K2[PtCl4]  +  COD  →  PtCl2(cod)2  +  2 KCl

### COD錯体の利用
白金錯体 Pt(cod)2 はさまざまな白金(0)化合物の前駆体となる。例えば：
Pt(cod)2  +  3 C2H4  →   Pt(C2H4)3  +  2 COD　（配位子交換によるエチレン錯体の合成）
ニッケル錯体 Ni(cod)2 を前駆体とした合成例として、代表的なものは：
Ni(cod)2  +  4 CO（気体） {\displaystyle {\overrightarrow {\leftarrow }}} Ni(CO)4  +  2 COD
この生成物 Ni(CO)4（ニッケルカルボニル）は非常に強い毒性が知られる取り扱いが難しい化合物だが、この反応で系中発生させられる。
錯体上の COD を他の配位子で置き換える配位子交換反応は、その配位子の溶液をゆっくりと COD錯体に加える手法が一般によくとられる。